# Лядвенец Бертелота
Лядвенец Бертелота (лат. Lotus berthelotii) — многолетнее растение, эндемик Канарских островов, из рода Лядвенец. Среди его общих названий — цветок виноградной лозы, клюв попугая (или попугай), клюв пеликана и коралловый камень. Это растение широко культивируется, но либо исчезло в дикой природе, либо сохраняется в виде нескольких особей. В 1884 году он был классифицирован как чрезвычайно редкий.

## Описание

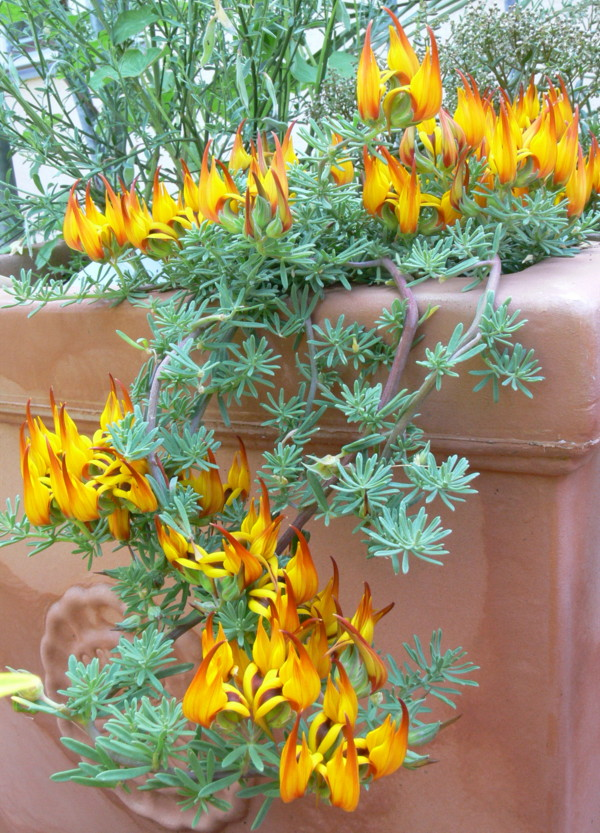
Лядвенец Бертелота с желтыми цветами

Лядвенец Бертелота является ползучим растением, с листьями, разделенными на 3-5 тонких листочков, каждый листочек 1-2 см длиной и 1 мм шириной, густо покрытых тонкими серебристыми волосками. Цветки от оранжево-красных до красных, тонкие, 2-4 см длиной и 5-8 мм шириной.
Цветки этого растения, как и других видов растений Канарских островов, предназначены для опыления птицами. Когда-то считалось, что первоначальными опылителями этого растения были нектарницевые, которые вымерли на Канарских островах, что объясняет, почему растение является редким и  исчезающим видом. Однако, более поздние доклады объяснили, что эти растения продолжают опыляться обычными птицами.

## Выращивание
Лядвенец Бертелота культивируется в садоводстве и широко доступен как декоративное растение с игольчатой серебристой листвой и красными цветами для традиционных садов, контейнеров (горшков) и засухоустойчивых водосберегающих садов. Также выращивается золотисто-оранжевый сорт.